# Бауэр, Рудольф (художник)
 Александр Георг Рудольф Бауэр (нем. Rudolf Bauer ; 11 февраля 1889, Линденвольде Силезия Германская империя (ныне Выжиск, Польша) — 28 ноября 1953, Дил, Нью-Джерси США) — художник немецкого происхождения, один из основоположников абстрактного искусства, картины которого положили начало коллекции беспредметного искусства Соломона Гуггенхайма. Член группы авангардистов «Der Sturm».

## Биография
В 1890-е годы его семья переехала в Берлин. С раннего возраста увлекался искусством. Родители препятствовали его занятиям живописью, однажды он заявил о своём желании пойти в художественную школу, отец, недовольный таким выбором, избили Рудольфа так жестоко, что Бауэр бежал из дома.
В 1905 году Бауэр начал учиться в художественной школе в Шарлоттенбурге, пригороде Берлина, но уже через несколько месяцев вынужден был покинуть её и продолжать свое образование самостоятельно.
Бауэр работал карикатуристом в популярных изданиях «Berliner Tageblatt», «Ulk» и «Le Figaro» и другими.
С 1912 вплоть до 1920-х годов он сотрудничал с журналом «Der Sturm», издававшимся Г. Вальденом и одноимённой галереей, бывшими в то время флагманами разнообразных авангардных направлений искусства Германии и Австрии: кубизма, дадаизма, футуризма и экспрессионизма. Среди художников, выставлявшихся в «Дер Штурме» были Василий Кандинский, Франц Марк, Оскар Кокошка, Марк Шагал, Пауль Клее и другие.
В 1915 году Р. Бауэр впервые принял участие в групповой выставке. Первая персональная выставка состоялась в 1917 в галерее Der Sturm и включала 120 абстрактных картин.
К 1915—1916 годам Бауэр уже почти полностью отказался от предметного искусства и в своих художественных высказываниях перешёл к абстрактным темам. В этот период он испытывает на себе заметное влияние Василия Кандинского.
После окончания Первой мировой войны художник стал одним из учредителей радикально-левой арт-группы «Ноябрь», однако сотрудничество с ней носило для Бауэра эпизодический характер. В 1918
написал первый важный теоретический труд «Космическое движение». Тогда же состоялась вторая персональная выставка в галерее Der Sturm.
Имя Р. Бауэра в истории искусства связано с двух людей: Соломоном Р. Гуггенхаймом и Хиллой фон Рибай, основательницы и первого директора Музея Гуггенхайма.
В 1917 Р. Бауэр встретился с немецкой художницей-абстракционисткой Хиллой фон Ребай и начал ухаживать за ней. Вскоре они стали любовниками. В 1919 году молодая пара переехала в собственную студию в фешенебельном районе Берлина. С этого начинаются их бурные отношения, поддерживаемые практически всю жизнь. Совместно с ней и художниками В. Кандинским и О. Небелем они разработали концепцию галереи абстрактного искусства. Позже — Фонд Гуггенхейма.
В начале 1920-х Р. Бауэр был увлечён творчеством русских конструктивистов, а также голландской группы «Стиль» (De Stijl). К 1922 году Бауэр экспонировался около восьми раз в галерее Der Sturm. С 1918 он также преподавал в школе при Der Sturm, где помимо него преподавателем был Пауль Клее.
Начало 1920-х годов было плодотворным периодом для художника. В дополнение к его абстракциям он завершил серию пастельных рисунков, изображающих ужасы мировой войны и сцены из повседневной жизни в послевоенном Берлине.
В 1920 коллекционер современного искусства Катерина Дрейер посетила Берлин и купила несколько работ Бауэра, в том числе Andante V (ныне коллекции в Художественной галереи Йельского университета).
В 1930 Соломон Гуггенхайм посетил Берлин, и впечатлённый картинами Баэра, купил несколько новых его работ, а также предоставил ему стипендию, что позволило Бауэру открыть свой собственный художественный салон в Берлине для эвспонирования своих полотен и работ других художников-абстрационистов, таких как Кандинский.
Названная Бауэром «Империей Духа» (Das Geistreich), галерея была задумана как "храм необъектности, " некое святилище, где будут собираться богатые покупатели, чтобы приобретать работы для своих коллекций.
Это был первый в мире музей, посвященный беспредметности, показывающий в основном работы Бауэра и Кандинского.
В 1935 опубликовал манифест «Eppure Si Muove» («And Still It Moves»).
Работы Бауэра за 1938 год были включены нацистами в позорный список «Дегенеративного искусства» и показаны на одноимённой выставке в Мюнхене.
В марте 1938 года, после возвращения Бауэра с выставки его работ в Париже, художник был арестован нацистскими властями за его «дегенеративное искусство» и обвинён в спекуляциях на чёрном рынке искусства..
После ареста Бауэр провёл в тюрьме гестапо нескольких месяцев, пока Рибай и Гуггенхайм прилагали все усилия, чтобы освободить его. Вышел на свободу художник в августе 1938 г. Во время своего пребывания в тюрьме, он создал на клочках бумаги несколько десятков абстрактных рисунков.
В июле 1939 года Бауэр эмигрировал в США. Прибыв в Нью-Йорк, получил ряд приглашений на чтений лекций о беспредметности, в том числе, от Гарвардского и Йельского университетов.
С. Гуггенхайм предложил Бауэру контракт и тот, неправильно понимая смысл договора, написанный на английском, подписал его, будучи уверенным, что его благополучие гарантировано. Он думал, что должен единовременно получить оплату за 110 картин, которые уже были выставлены в Музее Гуггенхейма. Вместо этого Гуггенхейм поместил сумму в 300 000 $ в доверительное управление, с обязательством обеспечивать Бауэр ежемесячной стипендией. Художник был теперь также обязан все свои будущие работы передавать Фонду. После этого до конца своей жизни Бауэр больше не создавал картин, видимо, не желая, чтобы Фонд получал выгоду от его работ.
Умер Бауэр 28 ноября 1953 года от рака лёгких.